# Roti koekoes
Roti koekoes is een gestoomde Indische sponscake, die als luchtig nagerecht wordt gegeten of bij de thee of koffie kan worden geserveerd. Voor de bereiding ervan zijn nodig: eieren, bloem, melk, (Javaanse) suiker, vanillesuiker en een stoompan. Door het toevoegen van pandansap of cacaopoeder kan een groen of bruin gemarmerde versie worden verkregen. Meestal worden de plakjes van het gerecht, alvorens te serveren, besmeerd met wat boter.